# Клямка

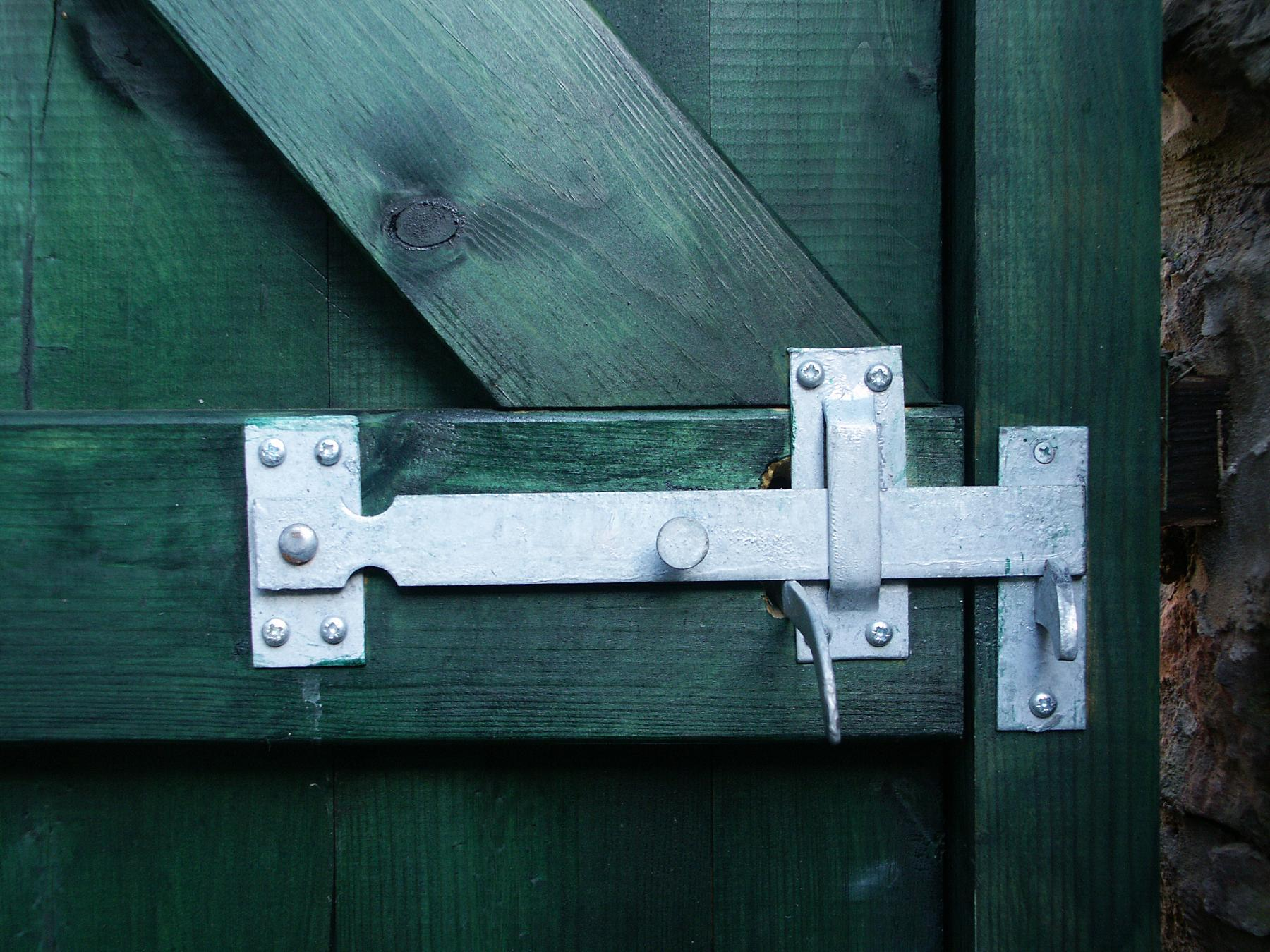
Клямка на хвіртці

Кля́мка (від сер.-н.-нім. klamm < klammen — «стискати») — пластинка з важільцем, якою зачиняють і відчиняють двері, хвіртку тощо.
Клямка встановлюється над ручками дверей. Через двері пропущено важільце, один кінець якого розплющений, лопатоподібний (ложкоподібний) і розташовується з зовнішнього боку дверей, інший кінець дещо зігнутий аби уникати випадіння важільця з отвору в дверях, що в нього його вставлено. При натисканні на розплющенний кінець важільця пальцем підймається пластина клямки з іншого, внутрішнього, боку дверей, на яких вона рухомо прикріплена однім кінцем, другим входить у гачок, вбитий у одвірок. З зовнішнього боку клямка відчиняється підійманням пластинки клямки вручну за її кінець, що має пласке закінчення у горизонтальній площині, або діючи на важілець.

## Виноски
1. ↑  Клямка [Архівовано 4 жовтня 2018 у Wayback Machine.]. // Етимологічний словник української мови : в 7 т. / редкол.: О. С. Мельничук (гол. ред.) та ін. — К. : Наукова думка, 1985. — Т. 2 : Д — Копці / Ін-т мовознавства ім. О. О. Потебні АН УРСР ; укл.: Н. С. Родзевич та ін. — 572 с. — С. 569.
2. ↑  Клямка // Словник української мови : в 11 т. — Київ : Наукова думка, 1970—1980. — С. 194.